# Downey (Kalifornia)
Downey – miasto w hrabstwie Los Angeles, w stanie Kalifornia (USA). W roku 2000 liczyło 107 323 mieszkańców.

## Zdjęcia

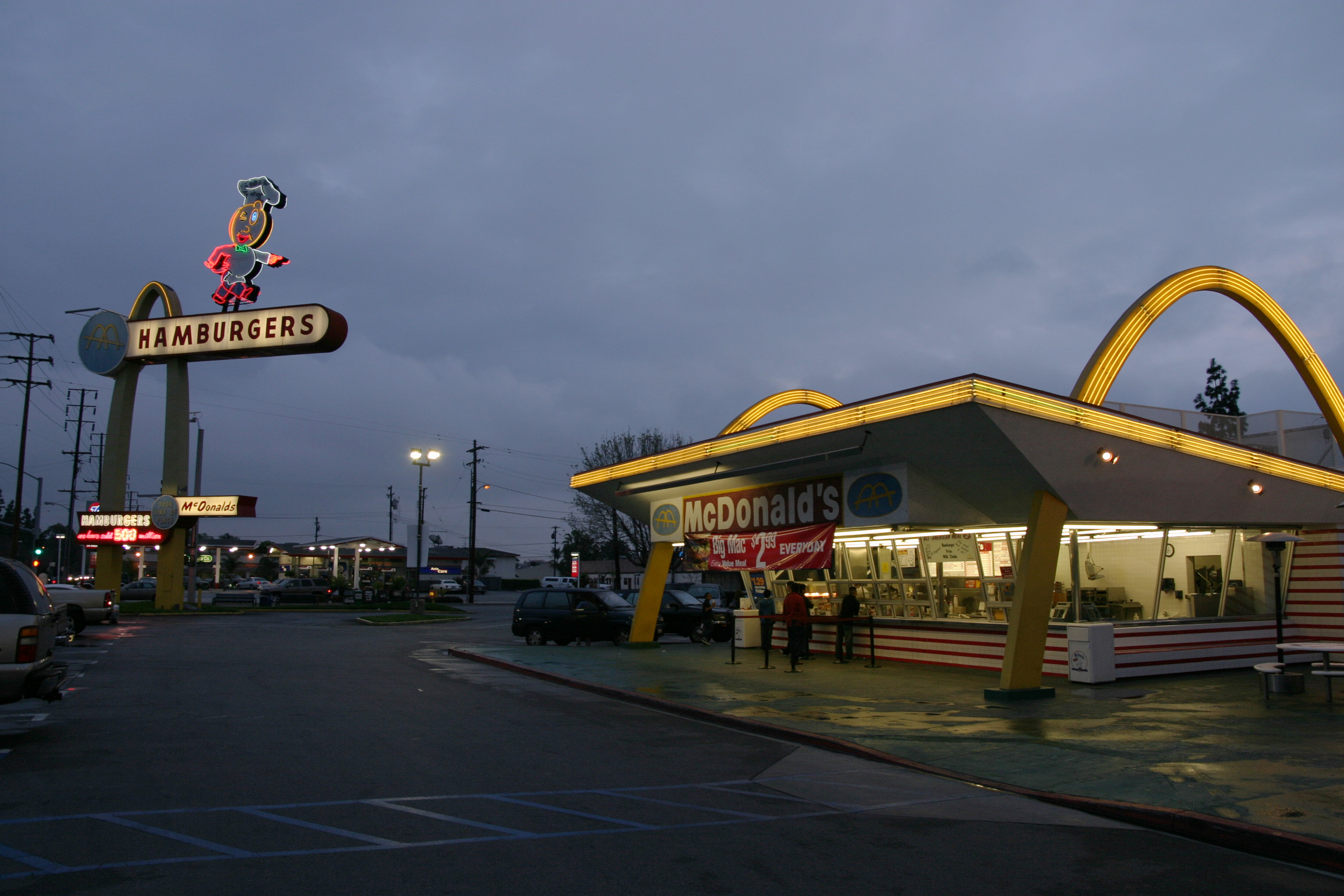
McDonald’s przy Lakewood Blvd i Florence Ave